# Gold(III)-hydroxid
Gold(III)-hydroxid ist eine anorganische chemische Verbindung des Golds aus der Gruppe der Hydroxide.

## Gewinnung und Darstellung
Gold(III)-hydroxid kann durch Reaktion von Gold(III)-chloridlösungen mit Alkalihydroxiden gewonnen werden.
Die Verbindung kann auch durch Reaktion von Gold(III)-chlorid mit Kaliumcarbonat in heißem Wasser gewonnen werden.
{\displaystyle {\ce {2AuCl3 + 3K2CO3 + 6H2O -> 2Au(OH)3 + 3H2O + 3CO2 + 6KCl}}}

## Eigenschaften
Gold(III)-hydroxid ist ein brauner Feststoff, der praktisch unlöslich in Wasser ist. Er zersetzt sich unter Sonnenlicht schnell, sonst langsam unter Goldabscheidung.

## Verwendung
Gold(III)-hydroxid wird in der Medizin, in der Porzellanherstellung, für die Vergoldung und in Daguerreotypien verwendet. Es dient auch zur Herstellung von Goldkatalysatoren.